# Webley Mk. 1 (пистолет)

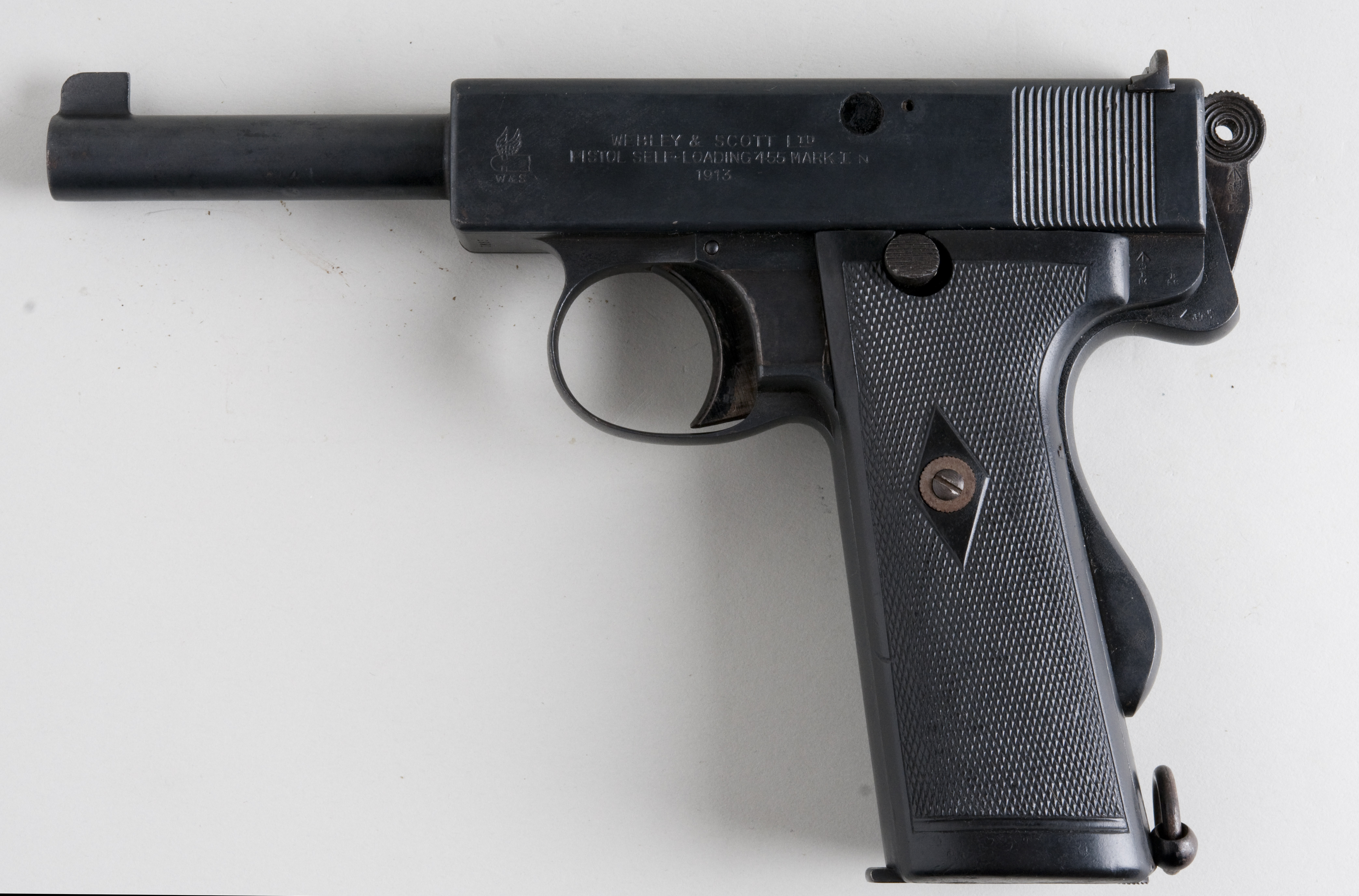
Webley Mk. 1 под патроны .455 Webley Auto Mk I

Webley Mk. 1 – британский самозарядный пистолет спроектированный в 1910 году компанией Webley & Scott. В 1911 году, в модели .32 ACP, он поступил в службу столичной полиции.

## История
Пистолет разработан в 1910 году компанией Webley & Scott . Предшественником Mk. 1 был неудачный пистолет Webley-Mars . Mk. 1 под патроны .38 ACP, который приняли на вооружение полиции Лондона в 1911 году. Вариант[чего?] под патрон .455 Webley Auto Mk I был принят на вооружение Королевского флота в 1912 г. и стал первым самозарядным пистолетом, принятым на вооружение в британской армии. Также пистолет взяли на вооружение королевская конная артиллерия и Королевский авиационный корпус. 
Поскольку британская армия не проявляла инициативы во внедрении автоматических пистолетов, большая часть поставленных военным Mk.I представляла собой Mk.I Navy (MK.IN) , изготовленную для военно-морского флота . Mk.IN был первым автоматическим пистолетом, использовавшимся Королевским флотом, во время Первой мировой войны было закуплено около 8000 экземпляров. 
После начала Первой мировой войны он также был принят на вооружение Королевской конной артиллерии и Королевского летного корпуса , хотя и в ограниченном использовании .Пистолет производили с 1910 по 1932 год, на вооружении находился до 1942 года.

## Конструкция
Первые модели Мк. 1 имели предохранитель на левой стороне затвора. Позже его перенесли на левую часть рамы. Служебные версии были также оснащены автоматическим предохранителем на рукоятке.
Устаревшей особенностью был механизм отсекателя магазина. На некоторых британских военных винтовках имелась возможность прерывать подачу патронов из магазина, чтобы затем эксплуатировать их в размеренном режиме[неизвестный термин] одиночного заряжания. Когда магазин полностью вставлен, его можно использовать как обычный автоматический пистолет, но магазин также можно зафиксировать в положении, на расстоянии нескольких миллиметров от полностью вставленного. При этом затвор останавливается в задвинутом положении каждый раз при произведении выстрела, и каждый раз приходится вставлять новый боеприпас через отверстие для выброса и вручную закрывать затвор. Это соответствует функции отсечки магазина, которая использовалась в военных винтовках с продольно-скользящим затвором того времени. Это было не очень практично с гораздо меньшими пистолетными патронами, но тем не менее такое устройство было установлено (как того требовала военная испытательная комиссия). Вместо винтовой пружины под стволом возврат затвора обеспечивала листовая пружина в рукоятке (через рычаг). Пистолет был прочным, но при этом довольно громоздким и перетяжеленным.

## Недостатки
Патрон, заряженный кордитом, сильно загрязнял ствол, что вызывало частые заклинивания. Проблема была решена в 1914 году путем замены кордита нитроцеллюлозой. Новый патрон для Mk.1 был назван Mark Iz. Кроме того, пистолет было неудобно держать в руке из-за его объемной и неудобной рукоятки.
Однако же главной проблемой для производителя была конкуренция со стороны американских поставщиков популярного пистолета Кольт 1911, который поставлялся в  рамках программы военной пoмощи со стороны США и обходился офицерам Британской армии несколько дешевле чем Webley Mk. 1.

## Тактико-технические характеристики
- Принцип работы – отдача ствола с коротким ходом.

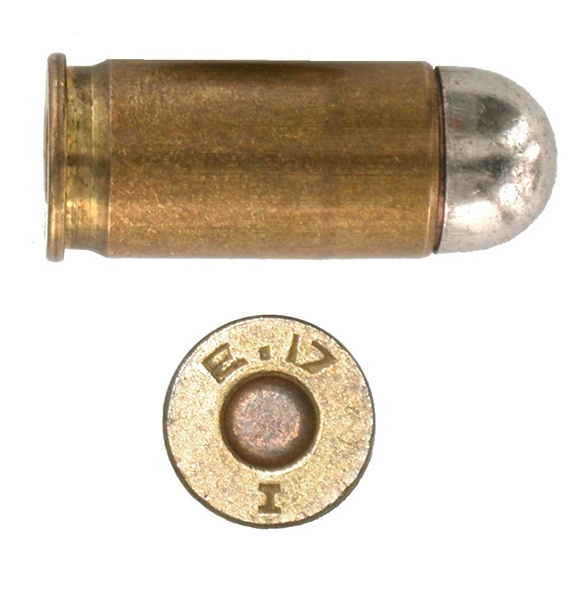
.455 Webley Auto Mk I (1913) — патрон с полуфланцевой гильзой для самозарядных пистолетов Webley Mk. 1 (Webley & Scott), закупленных британским флотом. Оболочечная пуля весом 14,5 грамма и начальной скоростью 210 м/сек..

- Масса – 1,13 кг.
- Длина – 216 мм.
- Длина ствола – 127 мм.
- Патрон – .455 Webley Auto Mk I.
- Начальная скорость пули – 236 м/с.
- Емкость магазина – 7 патронов.